# Таочэн
Таочэ́н (кит. упр. 桃城, пиньинь Táochéng, буквально: «персиковый город») — район городского подчинения городского округа Хэншуй провинции Хэбэй (КНР).

## История
При империи Западная Хань здесь существовал уезд Таосянь (桃县). При империи Суй в 596 году был основан уезд Хэншуй (衡水县), который впоследствии то расформировывался, то образовывался снова.
В 1947 году был образован город Хэншуй, но в 1948 году он был расформирован. В 1949 году был образован Специальный район Хэншуй (衡水专区), и уезд Хэншуй вошёл в его состав. В 1952 году специальный район Хэншуй был расформирован, и уезд Хэншуй вошёл в состав Специального района Шицзячжуан (石家庄专区). В 1962 году Специальный район Хэншуй был создан вновь, и уезд Хэншуй опять вошёл в его состав. В 1970 году Специальный район Хэншуй был переименован в Округ Хэншуй (衡水地区).
В 1982 году посёлок Хэншуй был выделен из уезда Хэншуй в отдельный городской уезд Хэншуй. В 1983 году уезд Хэншуй был расформирован, а его территория была присоединена к городскому уезду Хэншуй. В мае 1996 года решением Госсовета КНР округ Хэншуй был преобразован в городской округ Хэншуй, а территория бывшего городского уезда Хэншуй стала районом Таочэн в его составе.

## Административное деление
Район Таочэн делится на 4 уличных комитета, 3 посёлка и 3 волости.